# یورگن کلوپ
یورگن نوربرت کلوپ (آلمانی: Jürgen Norbert Klopp؛ زادهٔ ۱۶ ژوئن ۱۹۶۷) بازیکن سابق و سرمربی فوتبال آلمانی است. یورگن کلوپ بدلیل افتخاراتی که با تیم ها و بازیکن های معمولی آورده است به آقای معمولی معروف است. او به عنوان یکی از بهترین مربیان فوتبال در جهان شناخته می شود یورگن کلوپ هم‌اکنون مدیر ورزشی شرکت ردبول است.
یورگن کلوپ در میان سال‌های ۱۹۹۰ تا ۲۰۰۱ بازیکن فوتبال باشگاه ماینتس بود که در میان سال‌های ۲۰۰۱ تا ۲۰۰۸ سرمربی این باشگاه بود. وی در خلال این سال‌ها توانست به همراه این تیم به مسابقات بوندس‌لیگا صعود کند. کلوپ در سال ۲۰۰۸ میلادی به سمت سرمربی‌گری باشگاه بروسیا دورتموند انتخاب شد و به همراه این تیم دو بار قهرمان بوندس‌لیگا شد. از دیگر افتخارات او در این دوره دو قهرمانی در سوپر جام آلمان و یک قهرمانی در جام حذفی بود. او در پایان فصل ۲۰۱۴–۱۵ از سمت خود در این باشگاه استعفا داد و پس از یک دوره کوتاه استراحت، در اکتبر سال ۲۰۱۵ میلادی با قراردادی سه ساله، به عنوان سرمربی باشگاه لیورپول انتخاب شد. کلوپ حدفاصل سال‌های ۲۰۱۳ تا ۲۰۱۸ در دو تیم دورتموند و لیورپول رکورد باخت در شش فینال پیاپی را از خود بر جای گذاشت. سرانجام پس از چندین سال افول توانست دوباره لیورپول را به همان تیم قدرتمند اروپا تبدیل کند و با این باشگاه پس از یک نایب قهرمانی لیگ قهرمانان اروپا در فصل ۱۸–۲۰۱۷ با پیروزی دو بر صفر برابر تاتنهام به قهرمانی لیگ قهرمانان اروپا در فصل ۱۹–۲۰۱۸ برسد و پس از ۱۴ سال لیورپول را برای ششمین بار قهرمان لیگ قهرمانان اروپا بکند. او همچنین در سال ۲۰۲۰ توانست، آرزوی سی ساله لیورپولی‌ها را برآورده کند و بعد از ۳۰ سال لیورپول را قهرمان لیگ برتر انگلستان کند.

## اوایل زندگی و بازی حرفه ای
یورگن نوربرت کلوپ در ۱۶ ژوئن ۱۹۶۷ در اشتوتگارت پایتخت ایالت بادن-وورتمبرگ از الیزابت(۱۹۳۹-۲۰۲۱) و نوربرت کلوپ (۱۹۳۲-۲۰۰۰) یک فروشنده سیار و دروازه بان سابق به دنیا آمد. در حومه روستای گلاتن در جنگل سیاه در نزدیکی فرویدنشتات با دو خواهر بزرگتر بزرگ شد. او بازی را برای باشگاه محلی اس فا گلاتن و بعدا توس ارگنزینگن به عنوان بازیکن جوان آغاز کرد، بعد از آن در 1. اف سی فورتسهایم و سپس در سه باشگاه فرانکفورت، آینتراخت فرانکفورت دوم، ویکتوریا سیندلینگن و روت وایس فرانکفورت بازی کرد.  کلوپ که از طریق پدرش به فوتبال معرفی شد، در جوانی از هواداران باشگاه فوتبال اشتوتگارت بود. به عنوان یک پسر نوجوان، آرزو داشت پزشک شود، اما باور نداشت که«هرگز به اندازه کافی برای حرفه پزشکی باهوش بوده است.» و گفت: «وقتی آنها گواهینامه های سطح ای ما را توزیع می کردند، مدیر مدرسه به من گفت: «امیدوارم در فوتبال موفق شوی، در غیر این صورت برای شما خیلی خوب به نظر نمی رسد.»
کلوپ در حالی که به عنوان یک فوتبالیست آماتور بازی می کرد، تعدادی از مشاغل پاره وقت از جمله کار در یک فروشگاه اجاره ویدیوی محلی و بارگیری اقلام سنگین در کامیون ها را انجام داد. در سال ۱۹۸۸، کلوپ در حالی که در دانشگاه گوته فرانکفورت تحصیل می کرد و برای ذخیره های تیم آینتراخت فرانکفورت بازی می کرد، مدیریت جونیورز فرانکفورت را بر عهده داشت.  در تابستان ۱۹۹۰، کلوپ با ماینتس ۰۵ قرارداد امضا کرد.  او بیشتر دوران حرفه ای خود را از سال ۱۹۹۰ تا ۲۰۰۱ در ماینتس گذراند و نگرش و تعهدش او را به یکی از محبوب طرفداران تبدیل کرد.  کلوپ در ابتدا یک مهاجم بود، اما از سال ۱۹۹۵ به عنوان مدافع شروع به بازی کرد. در همان سال، کلوپ دیپلم علوم ورزشی را از دانشگاه گوته فرانکفورت (معادل کارشناسی ارشد) دریافت کرد و پایان نامه خود را در مورد پیاده روی نوشت.  او به عنوان رکورددار گلزن ماینتس ۰۵  بازنشسته شد و در مجموع ۵۶ گل، از جمله ۵۲ گل در لیگ به ثمر رساند. 
کلوپ اعتراف کرد که به عنوان یک بازیکن احساس می کند برای نقش مدیریتی مناسب تر است و خود را اینگونه توصیف کرد: «من پاهای دسته چهارم و یک سر دسته اول داشتم.» او در یادآوری محاکمه خود در اینتراخت فرانکفورت که در کنار آندریاس مولر بازی می کرد، توضیح داد که چگونه در ۱۹ سالگی فکر می کرد:«اگر این فوتبال است، من بازی کاملا متفاوتی انجام می دهم. او در سطح جهانی بود. من حتی کلاس هم نبودم.» کلوپ به عنوان یک بازیکن، روش های سرمربی خود را در زمین تمرین از نزدیک دنبال می کرد و همچنین سفرهای هفتگی به کلن داشت تا زیر نظر اریش روتمولر تحصیل کند تا مجوز مربیگری فوتبال خود را دریافت کند. 

## دوران سرمربی‌گری

### ماینتس
پس از اعلام بازنشستگی از فوتبال او بلافاصله در سال۲۰۰۱ به عنوان سرمربی ماینتس انتخاب شد که در طول ۷ سال سرمربی‌گری ماینتس، این تیم برای نخستین بار به مسابقات بوندس لیگا صعود کرد. کلوپ حتی به همراه این تیم جواز حضور در جام یوفا سال ۰۶–۲۰۰۵ را کسب کرد. در پایان فصل ۰۷–۲۰۰۶ کلوپ به همراه این تیم به بوندس لیگا ۲ سقوط کرد، هر چند که کلوپ همچنان به عنوان سرمربی در این باشگاه به کار خود ادامه داد. در پایان فصل ۰۸–۲۰۰۷ پس از اینکه کلوپ نتوانست تیم ماینتس را به پیکارهای بوندس‌لیگا بازگرداند، از سمت خود استعفا داد. کلوپ در مجموع ۲۷۰ بار بر روی نیمکت تیم ماینتس نشست که در مجموع این بازی‌ها توانست ۱۰۹ بار با این تیم در رقابت‌های گوناگون به برد دست یابد.

### بروسیا دورتموند
در ماه مه ۲۰۰۸، کلوپ با قراردادی دو ساله با باشگاه بروسیا دورتموند جایگزین توماس دالی شد که به همراه این تیم نتایج بسیار ضعیفی را کسب کرده‌بود. در نخستین فصل حضورش در دورتموند، این تیم را در پایان فصل به جایگاه ششم و در فصل پس از آن به جایگاه پنجم رساند. درخشش او در رهبری این تیم، سبب تمدید قرارداد او با باشگاه بروسیا دورتموند شد. در فصل سوم حضورش در دورتموند، این تیم افول کرده را متحول کرد و با این تیم در حضور بایرن مونیخ به عنوان قهرمانی بوندس لیگا دست یافت. همچنین در پایان این فصل دورتموند در بازی پایانی جام حذفی با شکست ۵ بر ۲ بایرن مونیخ توانست عنوان قهرمانی جام حذفی را نیز از آن خود کند. در فصل ۲۰۱۱–۱۲ دورتموند توانست بار دیگر از عنوان قهرمانی خود دفاع نماید و با کسب ۸۱ امتیاز رکورد بیشترین امتیاز کسب شده در بوندس لیگا توسط یک تیم قهرمان را نیز از آن خود نماید، هرچند که در فصل پس از آن (۲۰۱۲–۱۳) بایرن مونیخ با کسب ۹۱ امتیاز، توانست هم نوار قهرمانی‌های دورتموند در بوندس لیگا را پاره کند و هم این رکورد را در تاریخ بوندس لیگا به نام خود ثبت کند. 

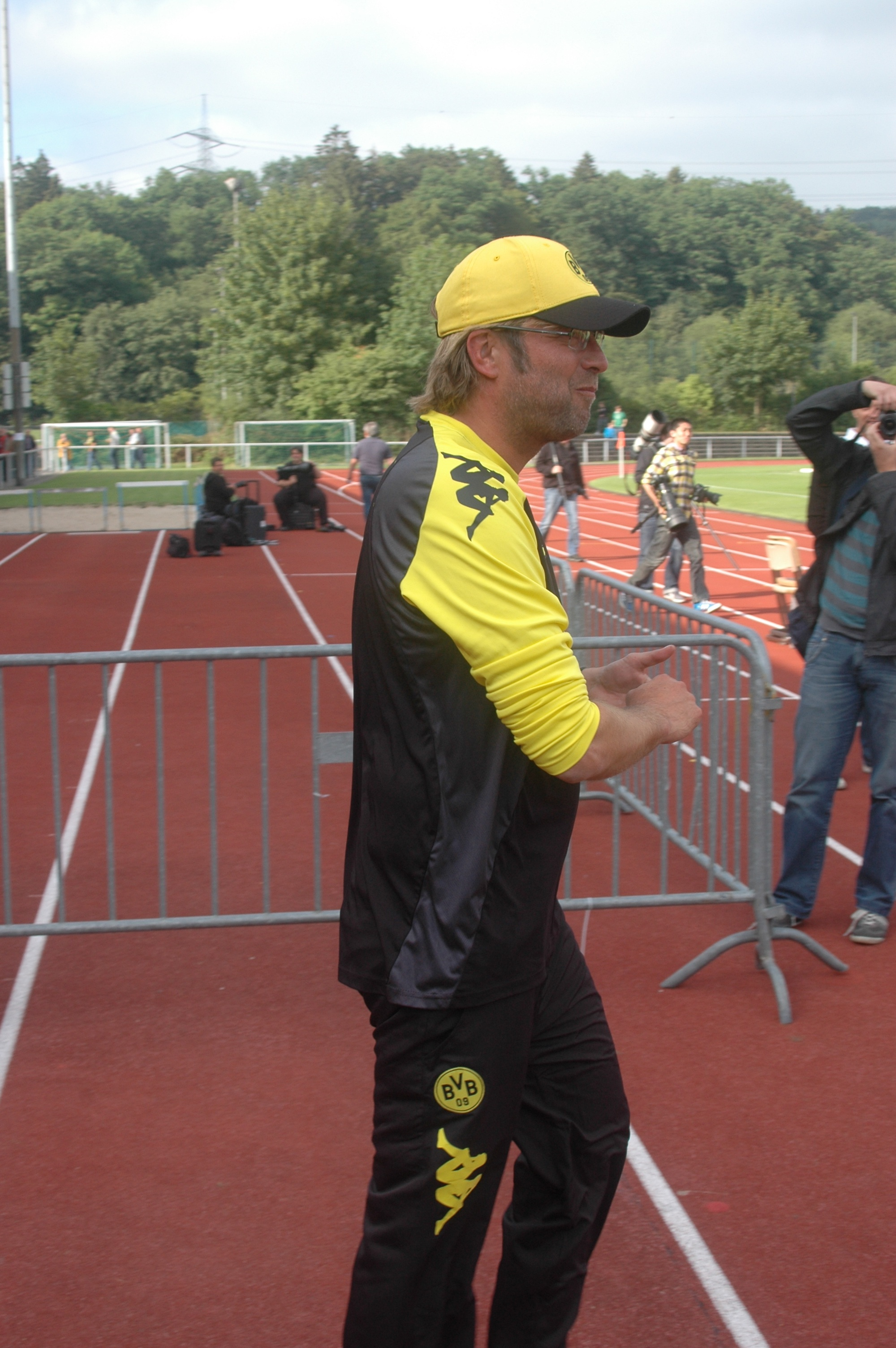
کلوپ در سال ۲۰۱۱

درآغاز فصل ۲۰۱۲–۱۳، دورتموند تحت هدایت کلوپ نتایج خوبی را کسب نمی‌کرد هرچند که در لیگ قهرمانان این تیم خوب می‌درخشید و توانست به عنوان سرگروه در گروه مرگ بالاتر از رئال مادرید، آژاکس آمستردام و منچستر سیتی به دور یک‌هشتم نهایی راه یابد که پس از حذف شاختار دونتسک و مالاگا به نیمه نهایی راه یافت. در بازی نیمه نهایی با شکست رئال مادرید (در مجموع ۴ بر ۳) به بازی پایانی لیگ قهرمانان راه یافت هر چند که در بازی پایانی که در ورزشگاه ومبلی برگزار می‌شد با نتیجه ۲ بر ۱ مغلوب بایرن مونیخ شد
. در فصل ۲۰۱۴ –۱۵ کلوپ به همراه دورتموند نتایجی ضعیف را کسب کرد هر چند که در پیکارهای لیگ قهرمانان توانست از گروه خود به دور یک‌هشتم نهایی صعود کند اما نتایج ضعیف این تیم در طول فصل همچنان ادامه داشت. در آوریل ۲۰۱۵ او اعلام کرد که در پایان این فصل از سمت سرمربی‌گری باشگاه دورتموند استعفا خواهد داد و به استراحت خواهد پرداخت. واپسین مرتبه‌ای که او بر روی نیمکت دورتموند نشست در بازی پایانی جام حذفی بود که در برلین با نتیجه ۳ بر ۱ مغلوب باشگاه وولفسبورگ شد. کلوپ در مجموع ۳۱۶ بار بر روی نیمکت دورتموند نشست که به همراه این تیم ۱۷۷ برد را در پیکارهای مختلف به‌دست‌آورد.

### لیورپول
در ۸ اکتبر ۲۰۱۵، یورگن کلوپ پس از اخراج برندان راجرز با عقد قراردادی سه ساله به عنوان سرمربی باشگاه لیورپول انتخاب شد. او نخستین بار در ۱۷ اکتبر ۲۰۱۵ به عنوان سرمربی در برابر تاتنهام بر روی نیمکت لیورپول نشست که در پایان این بازی با نتیجه بدون گل مساوی خاتمه یافت. وی در سال ۲۰۱۸ توانست با لیورپول به فینال لیگ قهرمانان صعود کند ولی در فینال از رئال مادرید شکست خورد. اما در سال ۲۰۱۹ توانست با شکست تاتنهام در فینال این تیم را قهرمان لیگ قهرمانان اروپا کند. او همچنین توانست در سال ۲۰۲۰ هفت هفته مانده به پایان رقابت‌ها تیم لیورپول را بعد از ۳۰ سال قهرمان لیگ برتر انگلستان کند و محبوب هواداران آنفیلدی شود. او در لیورپول بسیار موفق بوده است.

### رکورد قاطعانه‌ترین برد
در سال ۲۰۲۲، کلوپ در کسوت سرمربی تیم لیورپول در هفته چهارم رقابت‌های لیگ برتر انگلیس در ورزشگاه آنفیلد در برابر بورنموث قرار گرفت که در پایان موفق به کسب پیروزی ۹ بر صفر در برابر این تیم شد که این قاطعانه‌ترین پیروزی یورگن کلوپ در دوران مربیگری محسوب می‌شود.

## آمار سرمربی‌گری
- به روز شده در ۱۹ مه ۲۰۲۴

| تیم             | از            | تا           | رکورد | رکورد | رکورد | رکورد | رکورد |
| تیم             | از            | تا           | بازی  | پ     | م     | ب     | برد % |
| --------------- | ------------- | ------------ | ----- | ----- | ----- | ----- | ----- |
| ماینتس          | ۲۷ فوریه ۲۰۰۱ | ۳۰ ژوئن ۲۰۰۸ | ۲۷۰   | ۱۰۹   | ۷۸    | ۸۳    | ۰۴۰   |
| بروسیا دورتموند | ۱ ژوئیه ۲۰۰۸  | ۳۰ ژوئن ۲۰۱۵ | ۳۱۹   | ۱۸۰   | ۶۹    | ۷۰    | ۰۵۶   |
| لیورپول         | ۸ اکتبر ۲۰۱۵  | ۳۱ مه ۲۰۲۴   | ۴۹۱   | ۲۹۹   | ۱۰۹   | ۸۳    | ۰۶۱   |
| مجموع           | مجموع         | مجموع        | ۱٬۰۸۰ | ۵۸۸   | ۲۵۶   | ۲۳۶   | ۰۵۴   |

## افتخارات

### سرمربی

#### بروسیا دورتموند
- بوندس‌لیگا: ۱۱–۲۰۱۰، ۱۲–۲۰۱۱
- جام حذفی: ۱۲–۲۰۱۱
- سوپر جام: ۲۰۱۳[۳۷] ۲۰۱۴
- لیگ قهرمانان اروپا: نایب قهرمانی ۲۰۱۳

#### لیورپول
- لیگ برتر انگلستان: ۲۰۲۰
- جام اتحادیه انگلیس: ۲۰۲۲–۲۰۲۱ و ۲۰۲۴–۲۰۲۳
- جام حذفی فوتبال انگلستان:۲۰۲۲–۲۰۲۱
- جام خیریه انگلستان:۲۰۲۲
- لیگ قهرمانان اروپا: ۲۰۱۹
- سوپر کاپ اروپا: ۲۰۱۹
- جام باشگاه‌های جهان: ۲۰۱۹
- لیگ قهرمانان اروپا: نایب قهرمانی ۲۰۱۸ و ۲۰۲۲
- لیگ اروپا: نایب قهرمانی ۲۰۱۶
- جام اتحادیه انگلیس: نایب قهرمانی ۲۰۱۶

### شخصی
- بهترین سرمربی سال فوتبال آلمان: ۲۰۱۱، ۲۰۱۲، ۲۰۱۹
- بهترین سرمربی سال فوتبال جهان: ۲۰۱۳  مقام دوم
- بهترین سرمربی سال فوتبال جهان: ۲۰۱۹، ۲۰۲۰
- بهترین سرمربی لیگ جزیره: ۲۰۲۲٬۲۰۲۰
- بهترین سرمربی سال دنیا از نگاه ای اس پی ان: ۲۰۲۰٬۲۰۱۹
- بهترین سرمربی سال فوتبال جهان از نگاه مجله ورلد ساکر: ۲۰۱۹
- بهترین سرمربی باشگاهی جهان از نگاه فدراسیون بین‌المللی تاریخ و آمار فوتبال: ۲۰۱۹